# كأس إسكتلندا 1907–08
كأس اسكتلندا 1907–08 (بالإنجليزية: 1907–08 Scottish Cup)‏ هو موسم من كأس اسكتلندا. فاز فيه نادي سلتيك.